# 東凱比河區
東凱比河區（阿拉伯语：‎）是乍得的一個大區，位於該國西南部。西鄰喀麥隆。洛貢河在中部貫穿本省。
首府邦戈爾。下分四省。1998年自凱比河省分出。
1. ↑   (PDF) (报告). INSEED: 24. March 2012  [10 March 2017]. （原始内容 (PDF)存档于24 September 2015）.